# Dimitrios Emmanouilidis
Dimitrios Emmanouilidis (Grieks: Δημήτρης Εμμανουηλίδης) (Lefktra, 24 oktober 2000) is een Grieks voetballer die als aanvaller voor Vejle BK speelt.

## Carrière
Dimitrios Emmanouilidis speelde in de jeugd van Panathinaikos, waar hij op 29 november 2017 zijn debuut in het eerste elftal maakte in de met 1-1 gelijkgespeelde bekerwedstrijd tegen Panachaiki GE. Hij kwam in de 65e minuut in het veld voor Anastasios Chatzigiovanis. Enkele dagen later maakte hij zijn competitiedebuut in de met 0-1 verloren thuiswedstrijd tegen Panionios. In het seizoen 2018/19 mocht hij vaker invallen en scoorde hij zijn eerste doelpunt tegen PAS Lamia. In het seizoen 2019/20 werd hij verhuurd aan Panionios, waarmee hij laatste werd en uit de Super League degradeerde. Na zijn terugkeer werd hij na een half jaar verhuurd aan Fortuna Sittard, wat een optie tot koop bedong. Hij debuteerde voor Fortuna op 7 maart 2021, in de met 1-3 verloren thuiswedstrijd tegen PSV. Hierin viel hij in de 83e minuut in voor Lisandro Semedo. In zijn tweede wedstrijd, die met 1-3 werd verloren van FC Emmen, maakte hij zijn enige doelpunt voor Fortuna. In totaal kwam hij tot zes invalbeurten. In de zomer van 2021 werd hij door het Deense Vejle BK overgenomen van Panathinaikos.

### Statistieken
| Seizoen                      | Club              | Land           | Competitie     | Competitie | Competitie | Beker | Beker | Totaal | Totaal |
| Seizoen                      | Club              | Land           | Competitie     | Wed.       | Dlp.       | Wed.  | Dlp.  | Wed.   | Dlp.   |
| ---------------------------- | ----------------- | -------------- | -------------- | ---------- | ---------- | ----- | ----- | ------ | ------ |
| 2017/18                      | Panathinaikos FC  | Griekenland    | Super League   | 1          | 0          | 1     | 0     | 2      | 0      |
| 2018/19                      | Panathinaikos FC  | Griekenland    | Super League   | 11         | 2          | 5     | 2     | 16     | 4      |
| 2019/20                      | → Panionios       | Griekenland    | Super League   | 19         | 4          | 4     | 2     | 23     | 6      |
| 2020/21                      | Panathinaikos FC  | Griekenland    | Super League   | 7          | 1          | 0     | 0     | 7      | 1      |
| 2020/21                      | → Fortuna Sittard | Nederland      | Eredivisie     | 6          | 1          | 0     | 0     | 6      | 1      |
| 2021/22                      | Vejle BK          | Denemarken     | Superligaen    | 10         | 2          | 1     | 0     | 11     | 2      |
| Carrièretotaal               | Carrièretotaal    | Carrièretotaal | Carrièretotaal | 54         | 10         | 11    | 4     | 65     | 14     |
| Bijgewerkt op 8 oktober 2021 |                   |                |                |            |            |       |       |        |        |